# Фторид иода(III)
Трифторид иода — неорганическое соединение
иода и фтора с формулой IF3,
жёлтые кристаллы,
очень нестабильное вещество.

## Получение
- Пропускание холодного фтора через раствор иода в трихлорфторметане (также при этом образуется пентафторид иода в качестве примеси):[1][2][3]

{\displaystyle {\mathsf {I_{2}+3F_{2}\ {\xrightarrow {-75^{o}C}}\ 2IF_{3}}}}

## Физические свойства
Трифторид иода образует жёлтые кристаллы,
которые разлагаются при комнатной температуре.

## Химические свойства
- Разлагается при температуре выше -28°С:

{\displaystyle {\mathsf {5IF_{3}\ {\xrightarrow {-28^{o}C}}\ 3IF_{5}+I_{2}}}}
- Реагирует с иодом:

{\displaystyle {\mathsf {IF_{3}+I_{2}\ {\xrightarrow {-78^{o}C}}\ 3IF}}}